# John Zaborszky
John Zaborszky (Budapeste, 13 de maio de 1914 – St. Louis, Missouri, 11 de fevereiro de 2008) foi um matemático húngaro, professor do Departamento de Ciência dos Sistemas e Matemática da Universidade Washington em St. Louis. Recebeu o Prêmio Richard E. Bellman de 1986.

## Biografia
Zaborszky obteve um mestrado em 1937 e um doutorado em 1943, "under auspices of the Regent of Hungary" na Universidade de Tecnologia e Economia de Budapeste. Continuou na instituição como docente e foi engenheiro chefe do sistema de energia municipal da cidade antes de emigrar para os Estados Unidos em 1947. Tornou-se professor assistente da Missouri University of Science and Technology após chegar aos Estados Unidos e seguiu em 1954 para a Universidade Washington em St. Louis. Em 1974 fundou e foi o primeiro diretor do Systems Science Department. Foi eleito para a Academia Nacional de Engenharia dos Estados Unidos em 1984.